# Elektroskop
Elektroskop je analogna naprava za dokazovanje električne napetosti in nabojev. Zgrajen iz dveh zlatih ali aluminijastih lističev obešenih na kovinsko palico. Če se dotakne kroglico elektroskopa z naelektreno stekleno palico, se lističa elektroskopa razklonita. Če pa se elektroskop naelektri prvo s stekleno in nato z jantarno (večkrat zaporedno), se lističa stisneta. To pomeni, da obstajata dve vrsti elektrike, ki se med seboj izenačujeta, to pa sta elektrika smole in elektrika stekla.